# ハイスクール白書 優等生ギャルに気をつけろ!
『ハイスクール白書 優等生ギャルに気をつけろ!』（Election）は、1999年製作のアメリカ映画である。アレクサンダー・ペイン監督。日本未公開のブラック・コメディ。1998年にトム・ペロッタが出版した小説の映画化。
リース・ウィザースプーンはこの映画の演技で高い評価を得、全米映画批評家協会賞で主演女優賞を受賞した。

## ストーリー
ネブラスカ州オマハのある高校が舞台。学校一優秀な女学生トレイシー。彼女は優秀な成績を上げて一番になることに執着しており、今度は生徒会長になるために選挙活動に全力投球。しかし彼女は以前、教師と恋仲になり、その教師が退職に追い込まれるという過去があった。彼女が当選したら、誘惑されてしまうかも…という考えに取り付かれた教師・ジムはなんとか彼女の当選を阻止しようとする。

## キャスト
| 役名                       | 俳優                     | 日本語吹替 |
| -------------------------- | ------------------------ | ---------- |
| ジム・マキャリスター       | マシュー・ブロデリック   | 藤原啓治   |
| トレイシー・フリック       | リース・ウィザースプーン | 大谷育江   |
| ポール・メッツラー         | クリス・クライン         | 遠藤純一   |
| タミー・メッツラー         | ジェシカ・キャンベル     | 小島幸子   |
| デイブ・ノボトニー         | マーク・ハレリク         | 後藤敦     |
| ウォルト・ヘンドリクス校長 | フィル・リーヴス         | 山野史人   |
| ロン・ベル教頭             | マット・マロニー         | 伊井篤史   |
| リンダ・ノボトニー         | デラニー・ドリスコル     | 沢海陽子   |
| ダイアン・マキャリスター   | モリー・ヘイガン         | 佐藤美智子 |
| ジュディス・R・フリック    | コリーン・キャンプ       | 服部幸子   |
| リサ・フラナガン           | フランキー・イングラシア | 津田真澄   |
| ディック・メッツラー       | ホームズ・オズボーン     | 小山武宏   |
| ジョー・メッツラー         | ジャニン・ジャクソン     | 寺内よりえ |
| 用務員                     | ローレン・ネルソン       | -          |
| ラリー                     | ニコラス・ダゴスト       | 志賀克也   |
| デレク                     | ジョナサン・マリオン     | 加瀬康之   |
| ビーダー                   | -                        | 速見圭     |
| デビット                   | -                        | 中村伸一   |